# Polypogon ivanovae
Polypogon ivanovae är en gräsart som beskrevs av Nikolai Nikolaievich Tzvelev. Polypogon ivanovae ingår i släktet skäggrässläktet, och familjen gräs. Inga underarter finns listade i Catalogue of Life.